# Coteaux-d'aix-en-provence
Le coteaux-d'aix-en-provence est un vin d'AOC produit dans le vignoble de Provence, autour de la ville d'Aix-en-Provence, dans les Bouches-du-Rhône.

## Histoire

### Antiquité

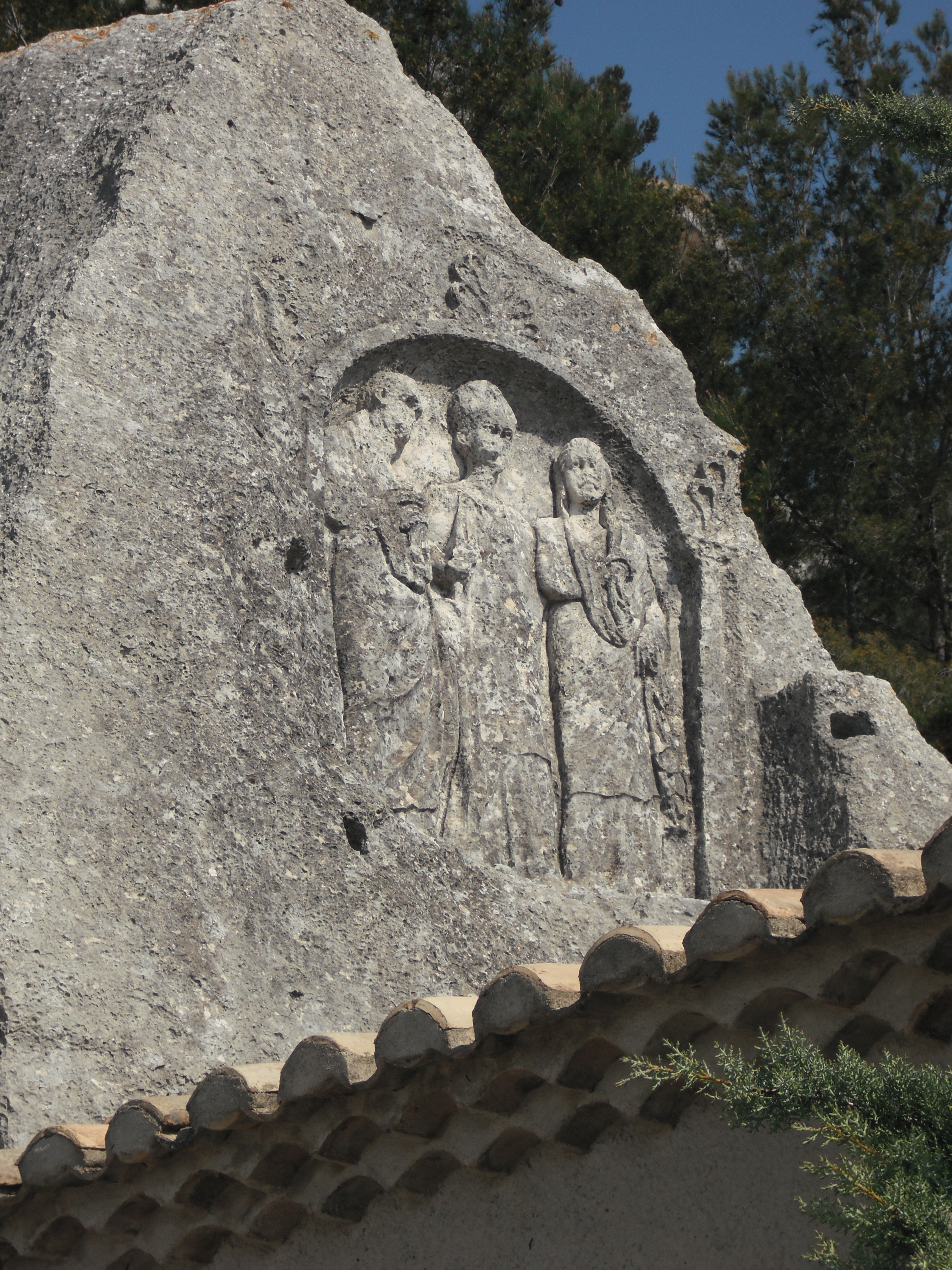
La stèle des Tremaie, d'époque gallo-romaine, aux Baux-de-Provence.

La région était peuplée de Celtes appelés aussi Ligures ou Celto-Ligures. La conquête romaine commence en 181 av. J.-C., après que Marseille eût appelé Rome au secours contre les pirates ligures.
En 125-124 av. J.-C., une coalition de tribus celto-ligures, les Salyens) soutenus par les Voconces, les Allobroges et les Arvernes se dresse contre Rome. Le consul Marcus Fulvius Flaccus franchit les Alpes et les vainc. En 123, nouvelle campagne qui se termine par la destruction de l’oppidum d’Entremont. En 122, c'est la fondation d’Aquae Sextiae (Aix-en-Provence) pour contrôler les Salyens.
Domitius Ahenobarbus entre en campagne en 120, on lui attribue la fondation et l’organisation de la Provincia. En 109-105 av. J.-C. : incursions des peuples germaniques (Cimbres, Teutons, Tigurins, Ambrons) : Marius écrase les Teutons à Pourrières (près d'Aix-en-Provence) (102) et les Cimbres à Verceil (101).
Justin, dans son Abrégé des histoires philippiques (Historiarum Philippicarum, livre XLIII, chap. IV,1-2), ouvrage qu'il présente dans sa préface comme un florilège des passages les plus importants et les plus intéressants du volumineux Historiæ phillippicæ et totius mundi origines et terræ situs rédigé par Trogue Pompée à l’époque d’Auguste, explique : « Sous l'influence des Phocéens, les Gaulois adoucirent et quittèrent leur barbarie et apprirent à mener une vie plus douce, à cultiver la terre et à entourer les villes de remparts. Ils s'habituèrent à vivre sous l'empire des lois plutôt que sous celui des armes, à tailler la vigne et à planter l'olivier, et le progrès des hommes et des choses fut si brillant qu'il semblait, non pas que la Grèce eût émigré en Gaule, mais que la Gaule eût passé dans la Grèce ».

### Période contemporaine
Le 24 décembre 1985, le syndicat des vignerons des coteaux-d'aix-en-provence obtint de l'INAO un décret classant ses vins en AOC.

## Étymologie
Le nom « Aix », commun à treize communes et quatre hameaux en France, tire son origine du latin Aquae (« Eaux »), faisant allusion aux thermes romains de la ville. En 102 av. J.-C., le nom Aquae Sextiae est donné par l'historien romain Tite-Live à la ville.
En 1932, un décret de Paul Doumer, président de la République française, donne à Aix son nom moderne d'« Aix-en-Provence ».

## Situation géographique

### Orographie
Une grande partie du vignoble se situe à l'ouest de la montagne Sainte-Victoire dans une cuvette formée par l'Arc et la Torse, entre le massif du Montaiguet au sud et la chaîne d'Éguilles au nord.

### Climatologie
Le climat est méditerranéen : chaud et sec l'été, ensoleillé et doux l'hiver. Ce terroir viticole est relativement protégé du mistral grâce aux chaînes de collines situées au nord (Trévaresse et Luberon).
Grâce à son climat, le vignoble profite de 300 jours de soleil par an. Les températures moyennes oscillent de 6.5 °C en janvier à 24 °C en juillet. Il arrive qu'elles soient négatives en hiver et extrêmement élevées (> 40 °C) l'été.
En automne, des orages violents peuvent avoir lieu. Celui du 10 septembre 2005 toucha particulièrement le pays d'Aix avec 80 mm de pluie, et celui de 22 septembre 1993 entraîna une inondation. On releva près de 220 mm en deux heures, soit quatre mois de précipitations.
En hiver, les épisodes neigeux importants sont rares, mais certains peuvent apporter beaucoup de neige comme le 7 janvier 2009 avec 25-30 cm (40 cm à Mimet). Ou encore novembre 1999 et février 2001 provoquant des dégâts sur la végétation.
Ce terroir connaît des microclimats variés, plus humides, frais, ventés ou doux et protégés selon les endroits. Si les températures minimales sont  plus fraîches que sur la côte méditerranéenne la pluviométrie annuelle, plutôt faible, n'y est guère plus élevée. Le tableau ci-dessous indique les températures et les précipitations pour la période 1971-2000 :
| Mois                              | jan. | fév. | mars | avril | mai  | juin | jui. | août | sep. | oct. | nov. | déc. | année |
| --------------------------------- | ---- | ---- | ---- | ----- | ---- | ---- | ---- | ---- | ---- | ---- | ---- | ---- | ----- |
| Température minimale moyenne (°C) | 3    | 3,9  | 6    | 8,5   | 12,6 | 16   | 18,7 | 18,7 | 15,5 | 11,6 | 6,8  | 4,1  | 10,5  |
| Température moyenne (°C)          | 7,1  | 8,3  | 10,7 | 13,1  | 17,4 | 21,1 | 24,1 | 24   | 20,4 | 16   | 10,8 | 8,1  | 15,1  |
| Température maximale moyenne (°C) | 11,2 | 12,6 | 15,3 | 17,7  | 22,4 | 26,1 | 29,5 | 29,2 | 25,3 | 20,3 | 14,7 | 12   | 19,7  |
| Précipitations (mm)               | 54   | 44   | 40   | 58    | 41   | 25   | 13   | 31   | 61   | 85   | 51   | 52   | 5 545 |

| Diagramme climatique                                  |           |         |           |            |          |            |            |            |            |           |         |
| J                                                     | F         | M       | A         | M          | J        | J          | A          | S          | O          | N         | D       |
| 11,2354                                               | 12,63,944 | 15,3640 | 17,78,558 | 22,412,641 | 26,11625 | 29,518,713 | 29,218,731 | 25,315,561 | 20,311,685 | 14,76,851 | 124,152 |
| Moyennes : • Temp. maxi et mini °C • Précipitation mm |           |         |           |            |          |            |            |            |            |           |         |

## Vignoble

### Présentation

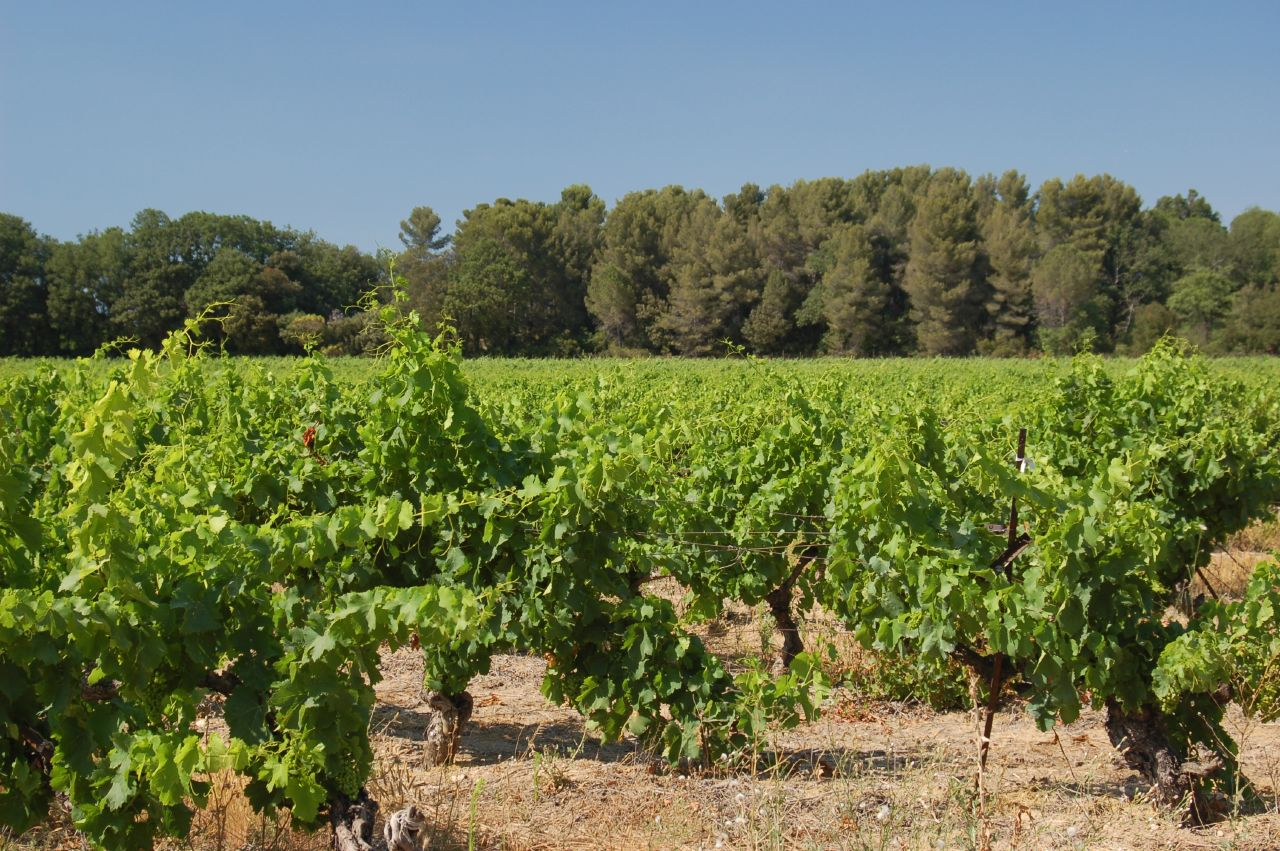
Vignoble des coteaux-d'aix-en-provence

Le vignoble s'étend sur 29 communes réparties dans les :
1. Bouches du Rhône (27) :

Aix-en-Provence, La Barben, Berre-l'Étang, Charleval, Coudoux, Éguilles, Eyguières, La Fare-les-Oliviers, Gignac-la-Nerthe, Jouques, Lambesc, Lançon-de-Provence, Martigues, Mas-Blanc-des-Alpilles, Meyrargues, Miramas, Mollégès, Noves, Pélissanne, Puyricard, Le Puy-Sainte-Réparade, Rognes, Saint-Cannat, Saint-Chamas, Saint-Julien-les-Martigues, Sénas, Venelles,Vernègues.
1. Var (2) :

Artigues et Rians.

### Encépagement
Les vins rouges et rosés sont élaborés à base de grenache (60 % minimum), carignan et cabernet-sauvignon (max 30 %), cinsault, syrah, counoise et mourvèdre (max 40 %). Les vins blancs le sont avec grenache, vermentino, clairette et bourboulenc (max 70 %), et ugni (max 40 %).

### Commercialisation

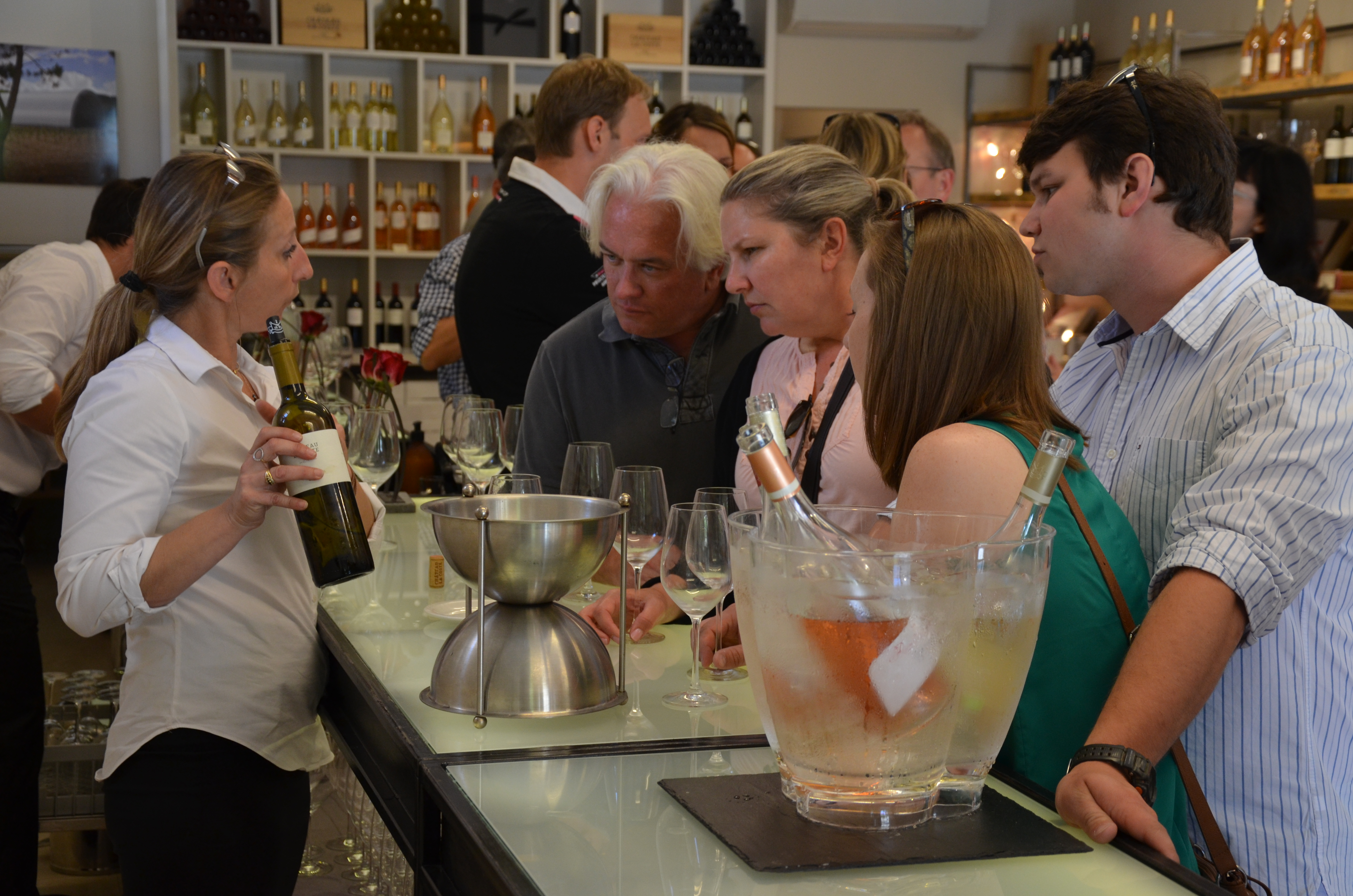
Dégustation sur le lieu de vente au château La Coste

### Terroir et vins

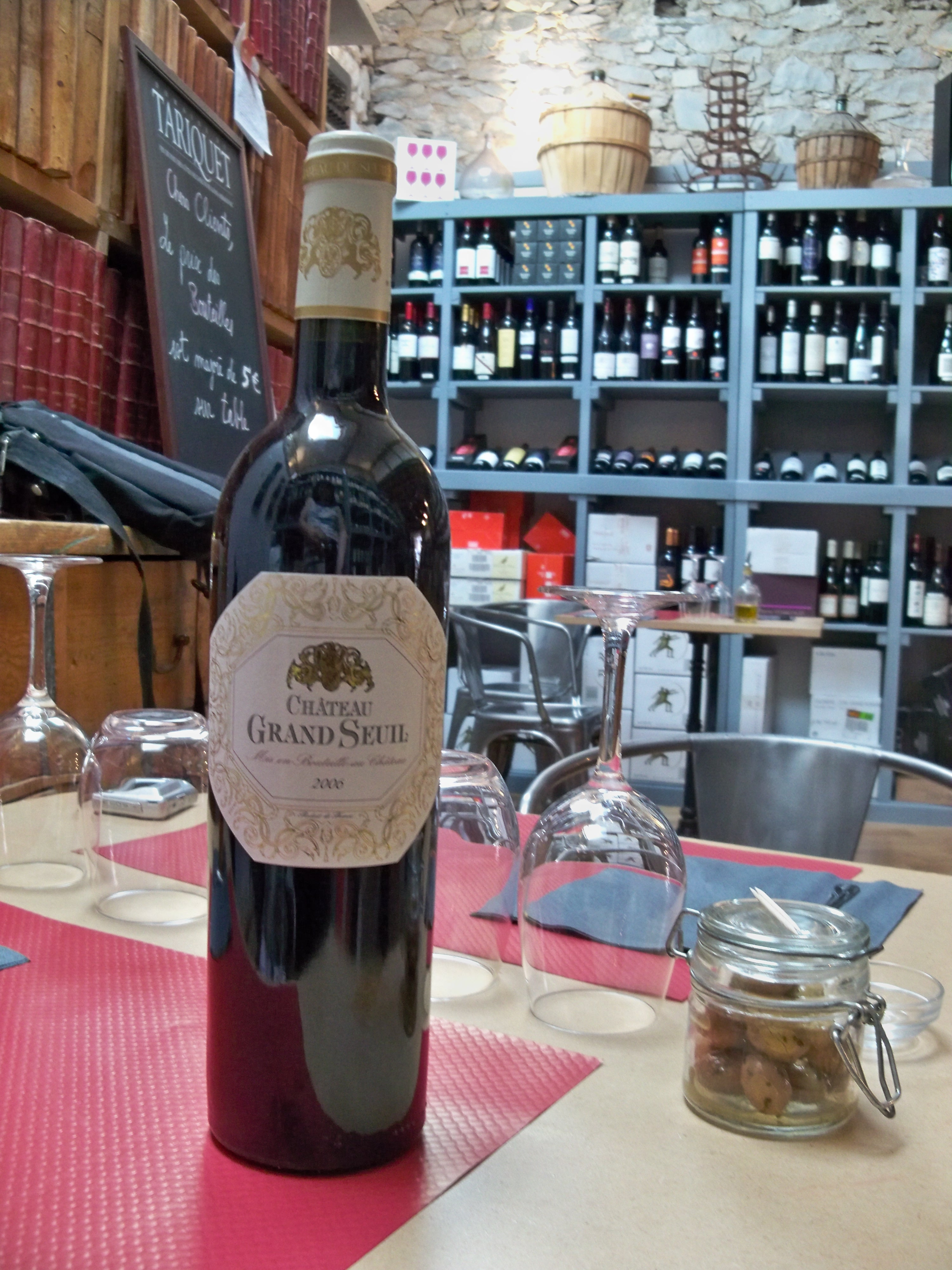
Château Grand Seuil
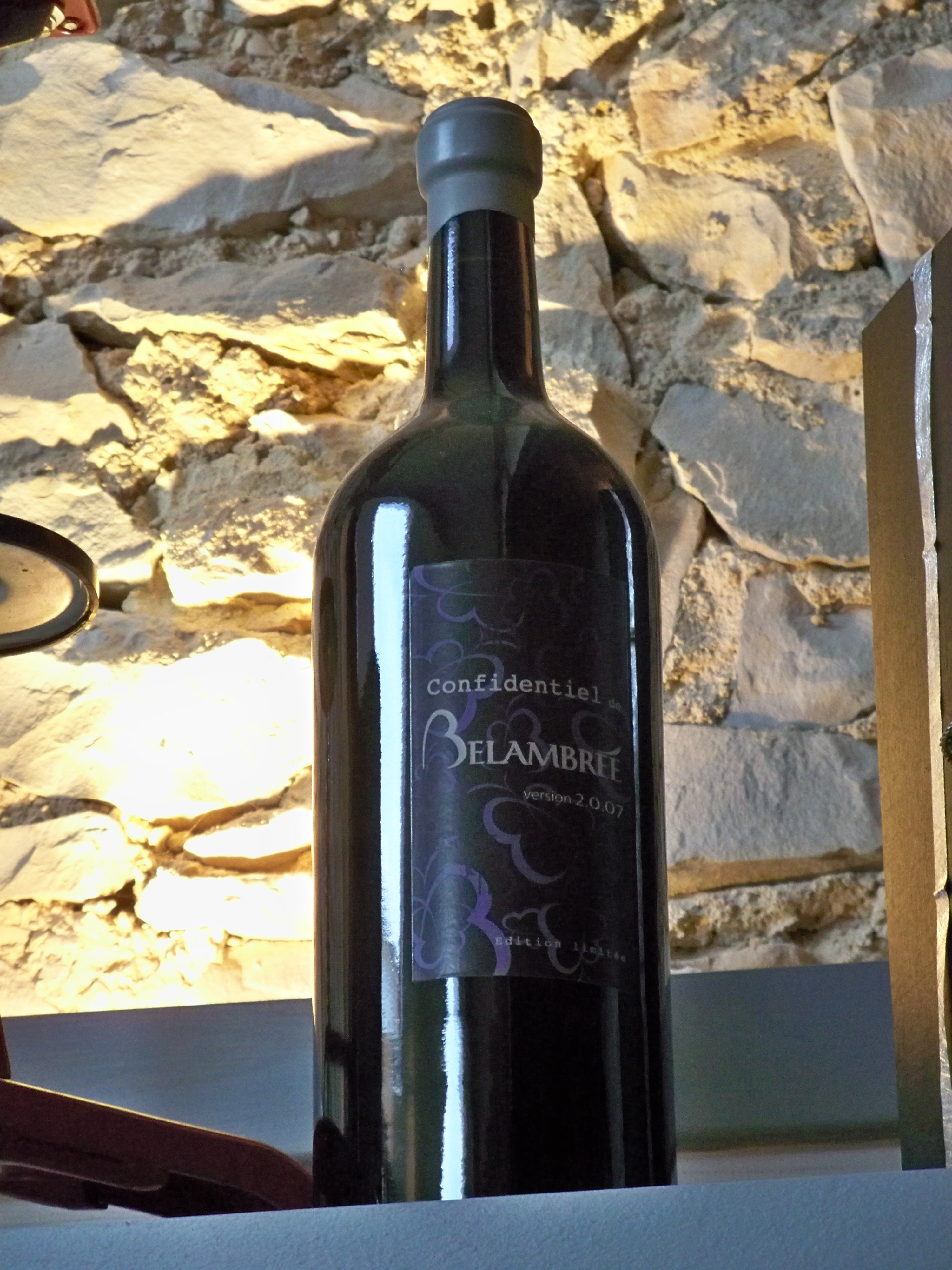
Domaine de Belambrée
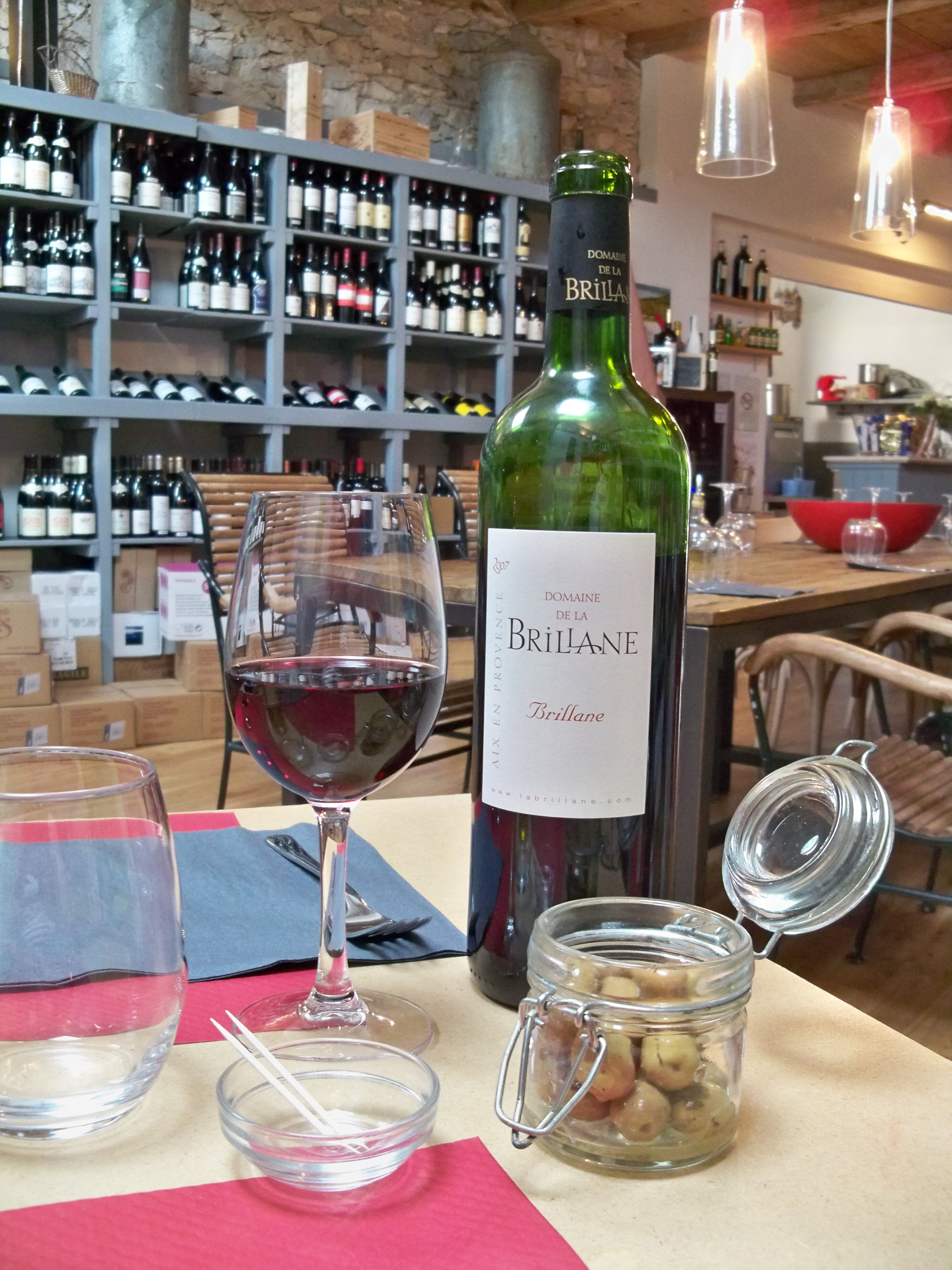
Domaine de la Brillane

### Confrérie bacchique

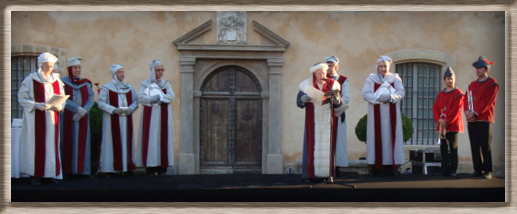
Échansons du Roy René

La confrérie des Échansons du Roy René est créée par les viticulteurs des coteaux d'Aix-en-Provence le 3 janvier 1969.
L'histoire des Échansons a débuté au Moyen Âge, un Grand Maître était le représentant devant les nobles de la confrérie et de la qualité de son travail et pour cela, il disposait du droit à l'épée. Lors de la création de la Confrérie des Échansons, en 1969, le but premier était la participation au bien-vivre des habitants de la Provence.
La confrérie des Échansons du Roy René est dirigée par un grand maître. Celui-ci tient le rôle le plus important au sein de la confrérie. Il est assisté d'un Grand Conseil de 20 membres. Parmi les grands maîtres, le marquis de Saporta[Qui ?] fut le premier à occuper cette fonction et le resta pour dix ans. Jacques Naslès lui succéda par la suite. Après lui, James de Roany pris le flambeau, avant de laisser sa place à Louis Bettini. Aujourd'hui, c'est Olivier Naslès qui est grand maître des Échansons.

### Liste des producteurs
| Commune                    | Cave |
| -------------------------- | --- |
| Aix-en-Provence            | Château la Bougerelle - Domaine La Brillane - Les Vignerons de Granet - Domaine Pey Blanc - Château Beaulieu                                            |
| Artigues                   | Domaine Mongestine |
| La Barben                  | Domaine Val d'Estable |
| Berre-l'Étang              | Les vignerons de Mistral |
| Charleval                  | Château de Sainte-Croix |
| Coudoux                    | Domaine Saint-Hilaire |
| Éguilles                   | Domaine de la Camaïssette - Le Cellier d'Éguilles - Domaine Frédavelle                                                                                  |
| Eyguières                  | Domaine des Glauges des Alpilles |
| La Fare-les-Oliviers       | Les Vignerons du Castellas |
| Gignac-la-Nerthe           | Domaine du Mas Bleu - Domaine de Rébuty |
| Jouques                    | Domaine de la Grande Séouve - Domaine de la Chapelle Saint Bacchi, Chateau Revelette,                                                                   |
| Lambesc                    | Domaine des Béates - Château de Bonrecueil - Château de Calavon - Domaine des Oullières - Les Vignerons du Roy René - Domaine de Valfont                |
| Lançon-de-Provence         | Domaine de la Cadenière - Château Calissanne - Château de Caseneuve - Cave des Coteaux de Lançon - Domaine Saint Savournin - Château Virant             |
| Martigues                  | Domaine du Mas Blanc |
| Mas-Blanc-des-Alpilles     | Mas Carlin |
| Meyrargues                 | Château de Vauclaire |
| Miramas                    | Domaine de Sulauze |
| Mollégès                   | Domaine de Costebonne |
| Noves                      | Cellier de Laure |
| Pélissanne                 | Domaine de la Boulie - Château Magnan - Vinicole de Pélissanne - Domaine Sainte Philomène                                                               |
| Puyricard                  | Domaine de Belambrée - Château du Seuil - Château Saint-Julien-les-Vignes                                                                               |
| Le Puy-Sainte-Réparade     | Château de Fonscolombe - Château la Coste - Château Paradis - Domaine Tour Campanets - Domaine les Bastides                                             |
| Rians                      | Château Pigoudet - Vinicole de Rians - Domaine Les Toulons - Château Vignelaure                                                                         |
| Rognes                     | Domaine Bagrau - Château Barberelle - Château de Beaulieu - Domaine Naïs - Domaine de l'Oppidum des Cauvins - Vinicole de Rognes - Domaine Val de Caire |
| Saint-Cannat               | Commanderie de la Bargemone - Château Montaurone - Domaine du Val-Dernier - Villa Minna vineyards - Chateau de Beaupré                                  |
| Saint-Chamas               | Domaine de Suriane |
| Saint-Julien-les-Martigues | La Venise provençale |
| Sénas                      | Cellier Saint-Augustin |
| Venelles                   | Cellier des Quatre Tours |
| Vernègues                  | Chateau Bas |